# EFootball
《eFootball》是一款足球模拟游戏，由科樂美开发和发行。它是一款免费游戏。此前科樂美一直發行实况足球系列（在日本被称为《胜利十一人》），從2021年開始更名為eFootball系列。《eFootball 2022》是這一系列的第一款遊戲，于2021年9月30日发布。游戏在发售后因为Bug过多受到了玩家的差评，甚至一度在Steam网络商店以8%的好评率成为该平台最差评价的游戏。2022年8月25日，eFootball 2023发布。

## 外部鏈接
- 官方网站：英文、日文、简体中文、繁体中文